# Nofertiti portréja

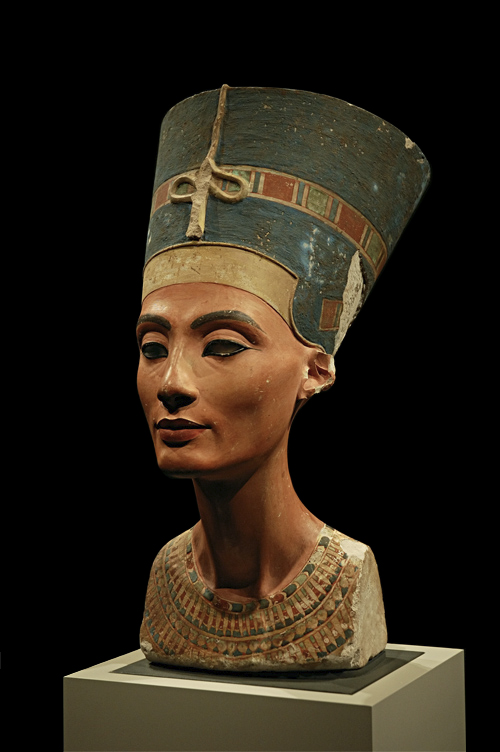

Nofertiti portréja az Amarna-kor fáraója, Ehnaton feleségének festett mészkő mellszobra az ókori egyiptomi és az egyetemes művészettörténet legismertebb, legértékesebb és legemblematikusabb művészeti alkotásai közé tartozik. Ma Berlinben, a Neues Museumban őrzik. Népszerűségét a modell időtlen szépségén túl rendkívüli megjelenítő erejének, részletgazdagságának és élettel teli, mozgalmas kidolgozásának köszönheti. Emiatt széles körben Nofertitit tartják az egész ókor legszebb asszonyának.

## Keletkezése
A büszt egy szobrásztanulmány Thotmesz, az egyik legrégebben élt, név szerint ismert szobrász amarnai műhelyéből. Az élethű szobor feltehetőleg azért készült, hogy Nofertitinek ne kelljen többször is modellt állnia a különböző készülő szobrokhoz, festményekhez. Ez megmagyarázhatja azt is, miért hiányzik a szobor egyik szeme, hiszen a festményeken az egyiptomi művészet hagyományai szerint profilból ábrázolták az emberalakok arcát.
A portré a fiziognómiai sajátosságokon kívül Nofertiti egyéniségét és lelki sajátosságait is érzékelteti. Valószínű, hogy a művész élő modell után dolgozott.

## Megtalálása és kutatása

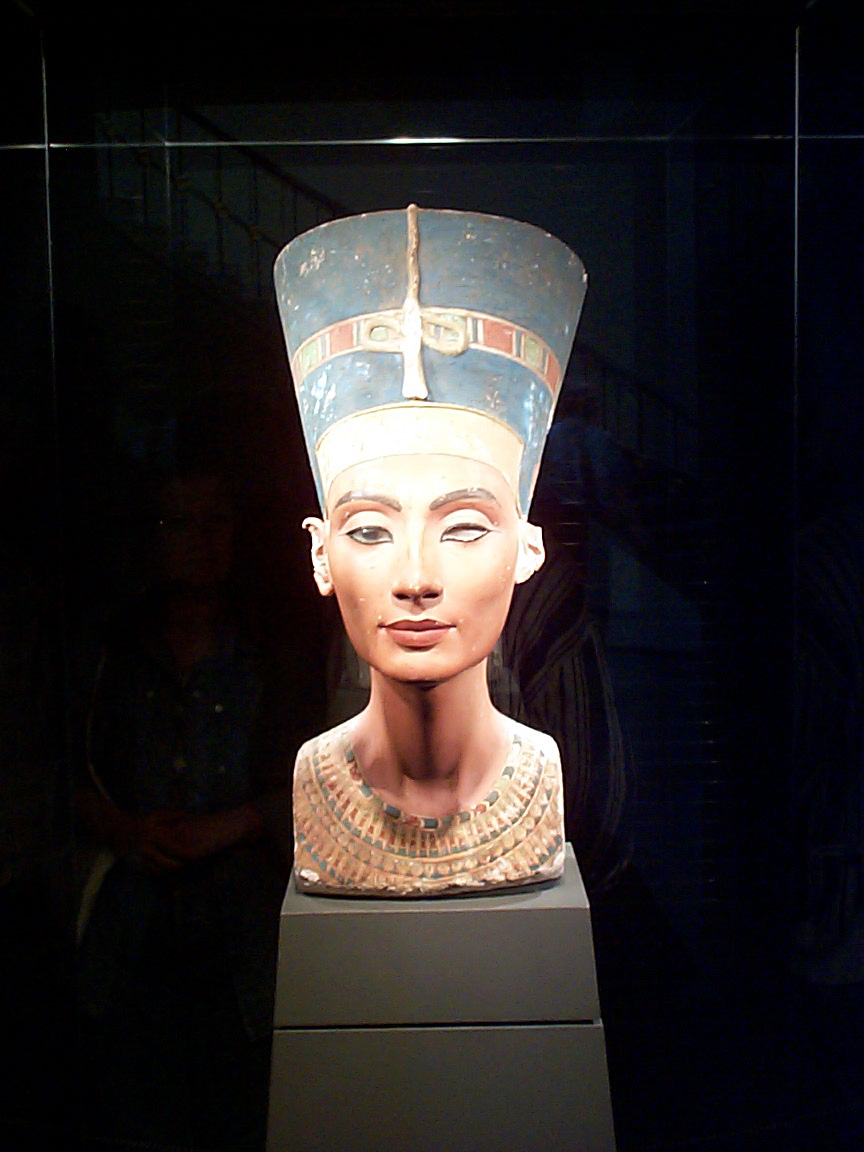
Nofertiti királyné mellszobra szemből (Berlin, Neues Museum).
„Minden leírás hiábavaló, ezt látni kell!" – írta naplójába Ludwig Borchardt német régész 1912. december 6-án, miután Amarna romvárosában megtalálta Nefertiti királyné színesre festett mellszobrát

A szobrot Ludwig Borchardt irányításával dolgozó német régészcsoport találta 1912. december 6-án. A törvény értelmében az Egyiptomban ásató külföldi régészexpedíció és az egyiptomi Régészeti Hatóság megosztozott a leleteken, de az egyiptomi hatóság döntötte el, mit vihetnek magukkal a régészek a hazájukba. Borchardt, aki mindenképpen szerette volna Németországba vinni a szobrot, saját állítása szerint nem tisztította meg, hanem sárral borítva vitte az Egyiptomi Múzeumba, ahol elosztották a leleteket; más források szerint Borchardt be sem jelentette a szobrot az egyiptomi hatóságoknak, vagy gipsszel borította, az egyiptomiak pedig, miután Ehnaton és Nofertiti mészkő szobrait lefoglalták az expedíciótól, a büsztöt meghagyták nekik, azt gondolván, hogy jelentéktelen gipszszobor. Mindenesetre az egyiptomi hatóságok mindaddig nem tudtak a szobor létezéséről, míg azt ki nem állították Berlinben 1923-ban. Egyiptom azóta többször is kísérletet tett a szobor visszaszerzésére.
Az 50. velencei biennálé alkalmából 2003 májusában a Kis Varsó nevű magyar művészcsoport a saját maguk alkotta bronztestre illesztette a berlini múzeumban őrzött fejet, és erről rövidfilmet forgatott – ezt mutatták be Velencében a biennálé hivatalos magyar produkciójaként. A produkció elkészítésében egyiptológusok és a berlini múzeum munkatársai is részt vettek, ezenkívül a Nemzeti Kulturális Örökség Minisztériuma is támogatta; a résztvevők szemében a test és a fej egyesítése tisztelgés volt Nofertiti előtt, egyben a régi és a modern művészet egymást kiegészítő harmóniáját jelképezte. Az eset mégis nemzetközi botrányt váltott ki, mivel a szobor ruhátlanul ábrázolta a királynét, ami az ókori Egyiptomban nem keltett volna megrökönyödést, a mai, konzervatív felfogású egyiptomiak azonban országuk megsértésének tekintették az incidenst; az egyiptomi kulturális miniszter hivatalosan is tiltakozott. Az eset kapcsán többen, köztük a kulturális miniszter újra hangot adtak véleményüknek, hogy a szobor „nincs biztonságban Németországban”, azt sugallva, hogy ideje lenne visszaadni Egyiptomnak.
2009 májusában közzétett hírek szerint Henri Stierlin svájci művészettörténész úgy gondolja, a szobor huszadik századi hamisítvány. Feltételezését a szobor vállainak formájára alapozza (szerinte ez a stílus a 19. században alakult ki), valamint a hiányzó szemre és a szecessziót idéző arcvonásokra. Ezenkívül megjegyezte, hogy a korabeli német ásatási naplókban nem szerepel, első említése tizenegy évvel későbbről származik, és Borchart évekig ki sem állította. Dokumentumok alapján azonban Borchardt szerepeltette a szobrot a talált leletek közt, de értéktelen gipszszoborként, hogy könnyebben ki tudja csempészni Egyiptomból.
Komputertomográfiás vizsgálatok bizonyították, hogy a szobor arcát alkotó vakolatréteg alatt pontosan ugyanúgy van kifaragva az arc a mészkőből, mintha az eredetileg kőből készült szobrot később fedték volna le a külső réteggel. Ez az eredetiségét bizonyítja, mert 20. századi művész valószínűleg nem faragta volna ki ilyen pontossággal a követ, ha tudja, hogy úgyis le fogja fedni vakolattal. Ez cáfolja azt a szóbeszédet is, hogy az eredeti Nofertiti-mellszobor elveszett, és a jelenleg a múzeumban őrzött példány egy másolat, amelyet Hitler készíttetett, akinek nagyon tetszett a szobor, és ragaszkodott hozzá.
Nofertiti szobra látható profilból Al-Minja kormányzóság zászlajában. Ma ennek a tartománynak a területén található az ókori Ahet-Aton városa, melyet Ehnaton építtetett, és ahol Nofertiti élete jelentős részét töltötte.